# André Houška
André Houška (21 maggio 1926 – 19 aprile 1991) è stato un calciatore cecoslovacco, di ruolo portiere.

## Carriera

### Club
Ha sempre giocato nel campionato cecoslovacco.

### Nazionale
Ha collezionato 3 presenze in Nazionale.